# Cyathochromis obliquidens
Cyathochromis obliquidens ist eine Buntbarschart, die im ostafrikanischen Malawisee endemisch vorkommt.

## Merkmale
Cyathochromis obliquidens wird 15 cm lang und hat die typische Gestalt eines Mbuna. Männchen sind blau, mit einem gelben Rücken und oft auch einer gelben Brust. Weibchen und Jungfische sind grau-gelblich und zeigen einen auf der Mitte der Körperseiten gelegenen, dunklen Längsstreifen und eine Punktreihe in der oberen Körperhälfte. Typisch für die Art und der Grund für die Stellung in einer eigenständigen Gattung ist die Bezahnung, die mit bloßem Auge erkennbar ist. Die Zähne sind sehr langstielig und haben löffelartige Spitzen.

## Lebensweise
Cyathochromis obliquidens lebt in flachem Wasser, meist in Tiefen von einem bis zwei Metern. Er kommt vor allem in der Übergangszone zwischen Fels- und Sandbiotopen über gemischten Untergründen und oft auch zwischen Vallisneria- oder anderen Pflanzenbeständen vor. Männchen sind standorttreu und territorial, Weibchen leben in kleinen Gruppen oder einzeln. Cyathochromis obliquidens ernährt sich vor allem von Aufwuchs, den er von Pflanzenblättern abschabt, daneben von kleinen Wirbellosen.

## Systematik
Art und Gattung wurden im Jahr 1935 durch die britische Ichthyologin Ethelwynn Trewavas beschrieben. Obwohl die Art eher in sandigen Zonen im Uferbereich des Malawisees vorkommt, ist sie mit anderen dort vorkommenden Buntbarschen nicht näher verwandt, sondern gehört zur Klade der felsbewohnenden Buntbarsche, der sogenannten Mbuna.